# هارون نورث
هارون نورث (بالإنجليزية: Aaron North)‏ هو موسيقي وعازف قيثارة أمريكي، ولد في 22 مارس 1979 في لوس أنجلوس في الولايات المتحدة.

## وصلات خارجية
- هارون نورث على موقع ميوزك برينز (الإنجليزية)
- هارون نورث على موقع ديسكوغز (الإنجليزية)